# Dálnice R242 (Rusko)
Federální dálnice R242 (rusky Федеральная автомобильная дорога Р-242) je silnice spojující ruská města Perm a Jekatěrinburg. Jedná se o součást evropské trasy E22, vedoucí z britského Holyheadu do ruské Išimi. Celková délka činí 354 km.
Začíná v Permu, kde navazuje na dálnici M7 Volha. Na trase se kříží se silnicemi R343 (Kungur — Čusovoj — Solikamsk) a R350 (Ačit — Krasnoufimsk — M5 Ural). V Jekatěrinburgu na ni navazují trasy R351 (Jekatěrinburg — Ťumeň) а R354 (Jekatěrinburg — Šadrinsk — Kurgan).
Většina této dálnice má pouze jeden pruh v každém směru, víceproudé jsou pouze úseky u Permu a Jekatěrinburgu.

## Galerie

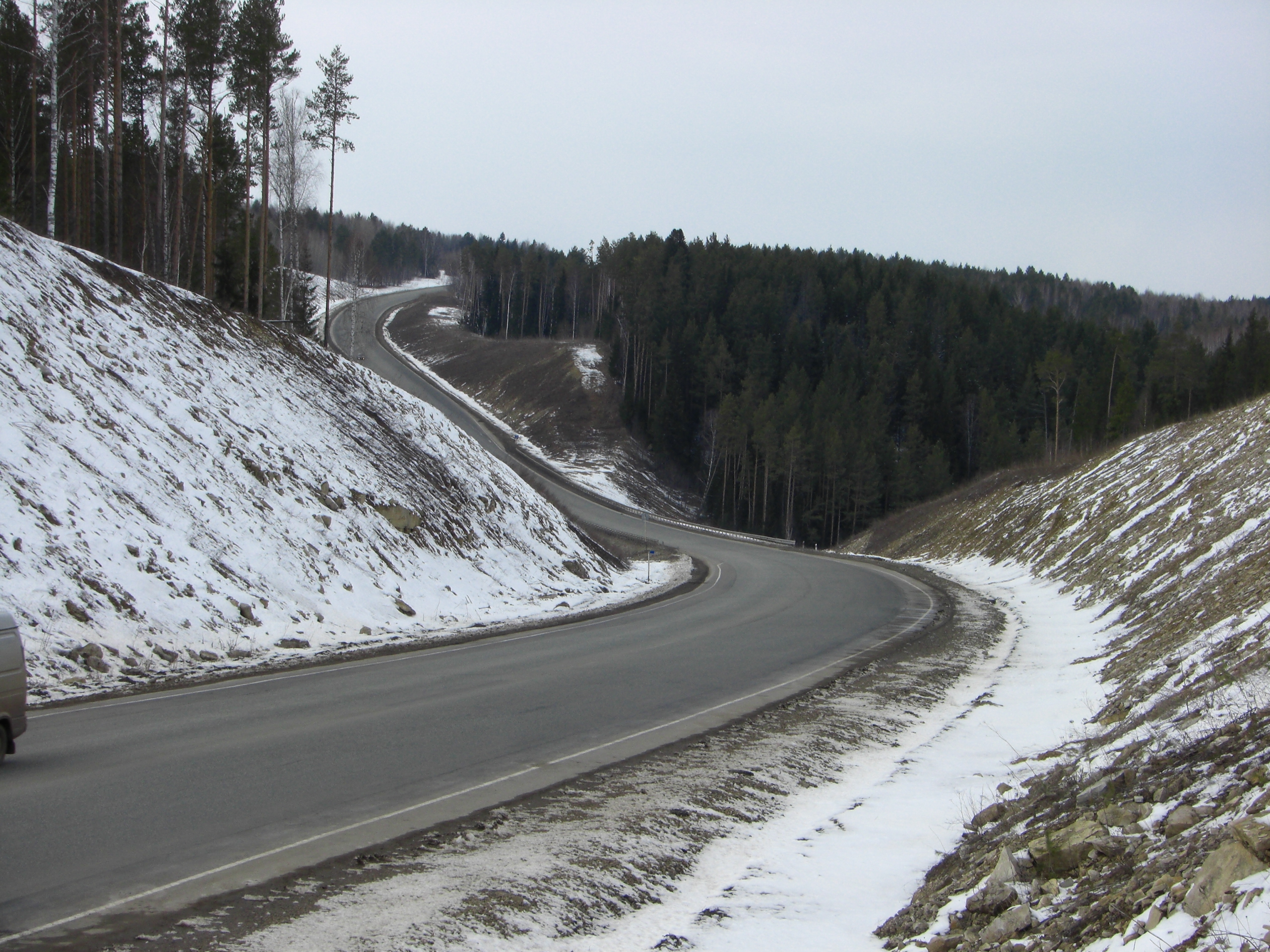
Obchvat vesnice Suksun
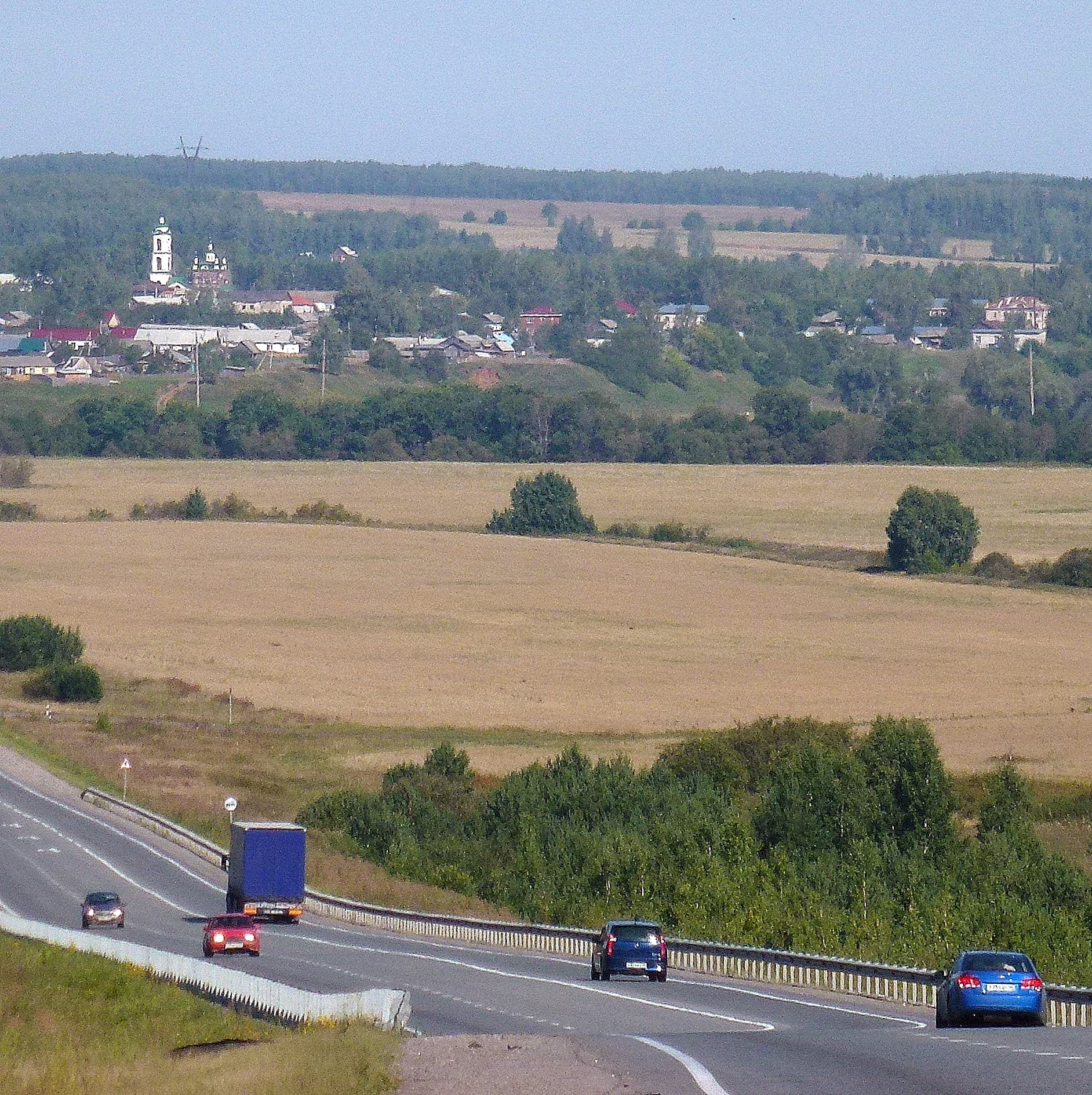
U vesnice Něvolino v Permském kraji
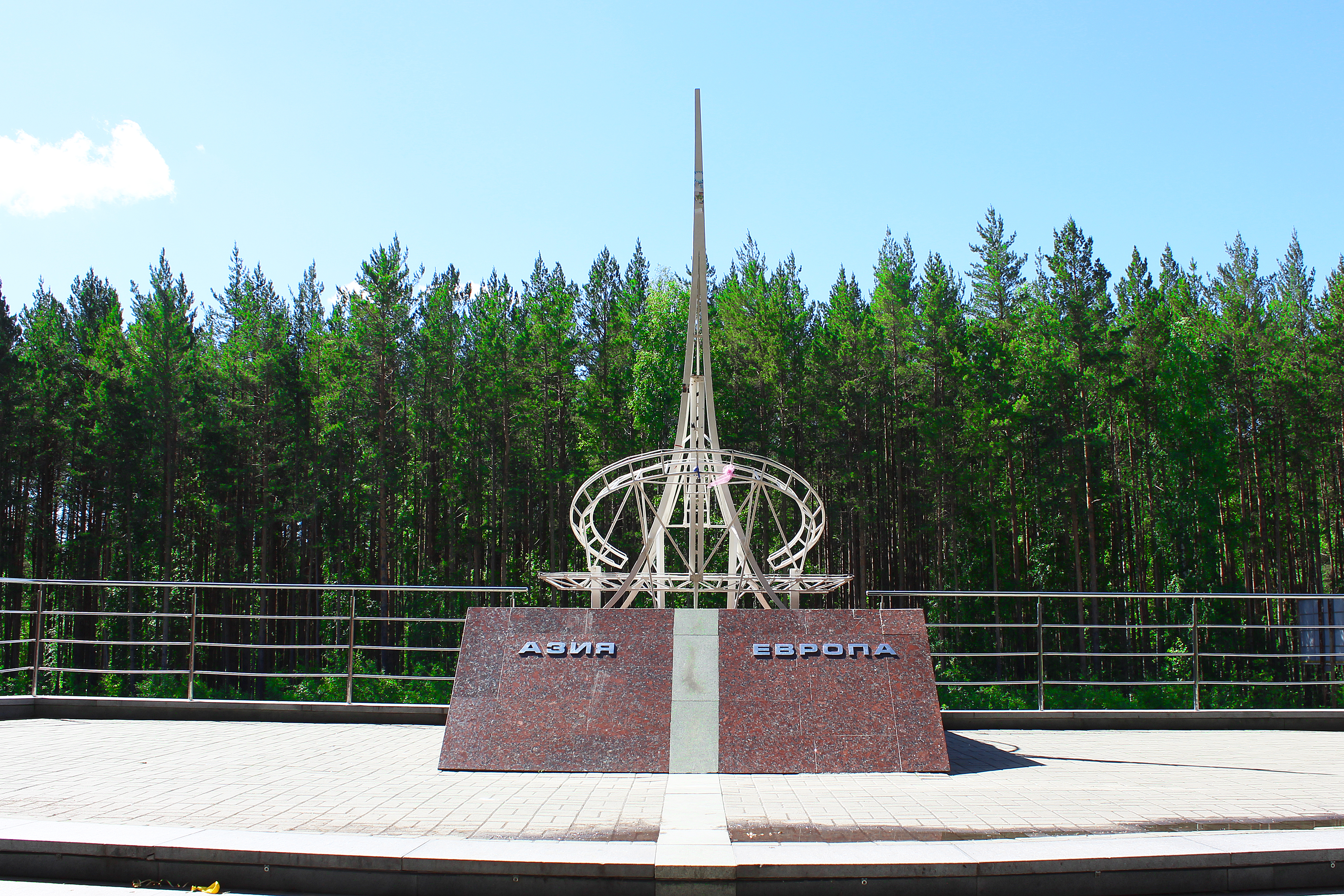
Hranice Evropy a Asie za Jekatěrinburgem